# 段成式
段 成式（だん せいしき、803年? - 863年?）は、中国・唐の詩人。字は柯古（かこ）。本貫は斉州鄒平県。

## 人物・生涯
憲宗・穆宗時期の宰相の段文昌の子で、父の功によって校書郎に任じられ、尚書郎・吉州刺史・処州刺史・江州刺史・太常少卿を歴任した。博学を以て知られ、随筆集『酉陽雑俎（ゆうようざっそ）』は特に名高い。また彼は駢儷文にも優れた手腕を見せ、やはり当時名手として知られた李商隠・温庭筠らと並び称せられ、排行（一族の中で、同世代の男子の通称として誕生順に番号を付したもの）が3人ともに16であったところから併せて「三十六体」と呼ばれた。

## 詩人として
博学であり、詩は李商隠、温庭筠と並び称される。また作品に、七言絶句の『折楊柳（せつようりゅう）』がある。
| 折楊柳         |                                                                  |
| 枝枝交影鎖長門 | 枝枝（しし） 影を交（まじ）えて 長門（ちょうもん）を鎖（とざ）す |
| 嫩色曾霑雨露恩 | 嫩色（どんしょく） 曾て霑（うるお）う 雨露の恩                   |
| 鳳輦不來春欲盡 | 鳳輦（ほうれん）来（きた）らず 春尽きんとし                      |
| 空留鶯語到黄昏 | 空しく鶯語（おうご）を留めて黄昏（こうこん）に到る               |